# Pocahontas (film)
Pocahontas är en amerikansk animerad långfilm från 1995, producerad av Walt Disney Feature Animation. Den är den 33:e animerade långfilmen från Disney samt även den första att vara baserad, om än löst, på verkliga händelser och personer.

## Handling
Året är 1607 och ett skepp närmar sig de djupa skogarna i Virginia. Med i besättningen finns den girige guvernören John Ratcliffe som efter en del incidenter måste bättra sitt rykte inför den engelske kungen, och hoppas att kunna hitta guld i det oupptäckta landskapet.
Förutom Ratcliffe finns den berömde och omtyckte upptäcktsresanden John Smith med i besättningen, som tidigt under resans gång visar mod och räddar den oerfarne besättningskamraten Thomas från att drunkna. När skeppet kommer fram ger sig John ut för att leta efter indianer, eller de så kallade "vildarna", även om hans nyfikenhet för den "nya världen" är en större anledning till hans utflykt. Precis som engelsmännen anar finns det indianer i området och en av dem är den påhittiga och vackra indianprinsessan Pocahontas. Pocahontas är dotter till Powhatan, hövdingen över Powhatan-stammen, och gör likt John Smith lite som hon själv vill och följer sig egen väg. Som resekamrater har hon även tvättbjörnen Meeko och kolibrin Flit.
Till sin förfäran får Pocahontas höra från sin far att hon ska gifta sig med Kocoum, en av hans bästa krigare. Men trots att han är en stilig och skicklig krigare älskar inte Pocahontas honom då hon tycker att han är för allvarsam. Detta är betonat av en scen som visar flera barn som försöker leka med honom, vilket han dock envist ignorerar. Hon ber om råd från ett talande pilrotsträd vid namn Gammelmor Pilrot. Trädet berättar för Pocahontas att hon måste lyssna på sitt hjärta för att få svaret på sin fråga.
Pocahontas är väldigt nyfiken och följer efter en av främlingarna, men blir till sist påkommen. Mannen som upptäcker henne är John Smith, och de börjar träffa varandra mer och mer. Samtidigt är guvernör Ratcliffe i full gång med att gräva efter guld och han skyr inga medel. Han skövlar skogen och förstör de fina landskapen, vilket irriterar indianerna. Ratcliffes män gräver och gräver men hittar inget guld och Ratcliffe blir både frustrerad och orolig. Han lyckas till slut lura sig själv och sina män att indianerna tagit guldet.
Allt eftersom John lär känna Pocahontas börjar han misstro Ratcliffe, men tar ändå situationen med humor. Men en dag brakar det hela loss: Smith säger inför Ratcliffe och alla hans män att det inte finns något guld och att indianerna inte heller har det. Ratcliffe har undrat vart Smith har tagit vägen om dagarna, och lyckas få den lättpåverkade besättningsmannen Thomas att en kväll följa efter John. Inte helt oanat har John Smith bestämt att möte med Pocahontas. Men när Pocahontas trolovade Kocoum får se de båda kyssas anfaller han Smith. Då går det hela mycket snabbt, Thomas avfyrar sin musköt och sårar Kocoum till döds i tron att indianen försökte döda Smith, och direkt därefter tillfångatas John av en grupp indianer. Thomas lyckas dock springa därifrån och meddelar Ratcliffe vad som har hänt. Detta visar sig bli ett gyllene tillfälle för Ratcliffe då han i sitt tal till sina mannar pådyvlar dem att Smith blev lurad och att det visst finns guld. Indianerna har tillfångatagit John Smith, besättningens bäste man, och nu är enda utvägen krig.
När Ratcliffe och hans män ska möta indianerna i strid tar indianerna fram den tillfångatagne John för att avrätta honom. Innan Powhatan slår till kastar sig Pocahontas över John och berättar för honom att hon älskar John och att Powhatan måste se var hatets stig har lett dem till, och ber honom att få välja själv. Powhatan sänker sin klubba och ger order om att frige John. Ratcliffe beordrar sina män att skjuta mot indianerna, men de vägrar. Ratcliffe tar då fram sitt gevär och försöker döda Powhatan, men John knuffar omkull Powhatan och tar emot kulan. Ratcliffe blir då överfallen av sina män, som tillfångatar honom och skickar iväg honom i bojor tillbaka till England för att invänta sitt straff för högförräderi.
John överlever skottet, men han måste återvända till England för att få den vård som behövs för att kunna överleva. Pocahontas och hennes folk kommer för att se dem, och John och Pocahontas tar farväl av varandra.

## Rollista
| Rollfigur                           | Originalröst           | Svensk röst       |
| ----------------------------------- | ---------------------- | ----------------- |
| Pocahontas                          | Irene Bedard (tal)     | Helene Lundström  |
| Pocahontas                          | Judy Kuhn (sång)       | Helene Lundström  |
| John Smith                          | Mel Gibson             | Tommy Nilsson     |
| Guvernör Ratcliffe                  | David Ogden Stiers     | Stefan Ljungqvist |
| Thomas                              | Christian Bale         | Martin Timell     |
| Hövding Powhatan                    | Russell Means (tal)    | Hans Josefsson    |
| Hövding Powhatan                    | Jim Cummings (sång)    | Hans Josefsson    |
| Gammelmor Pilrot Grandmother Willow | Linda Hunt             | Käthie Nilsson    |
| Kocoum                              | James Apaumut Fall     | Dan Malmer        |
| Nakoma                              | Michelle St. John      | Malin Nilsson     |
| Lon                                 | Joe Baker              | Bo Maniette       |
| Ben                                 | Billy Connolly         | Stephan Karlsén   |
| Kekata                              | Gordon Tootoosis (tal) | Sten Carlberg     |
| Kekata                              | Jim Cummings (sång)    | Sten Carlberg     |
| Wiggins                             | David Ogden Stiers     | Mattias Palm      |
| Meeko                               | John Kassir            | John Kassir       |
| Percy                               | Danny Mann             | Danny Mann        |
| Flit                                | Frank Welker           | Frank Welker      |

## Om filmen
Filmen är den första animerade Disneyfilmen som inspirerats av historiska fakta och inte av någon saga eller legend. I Pocahontas berättas historien om den första kontakten mellan engelska kolonisatörer i vad som kom att bli Jamestown i Virginia, och den lokala indianstammen, Powhatan.
Filmen hade sin urpremiär utomhus den 10 juni 1995 i New Yorks Central Park. På biografer i USA släpptes filmen den 23 juni samma år för en bredare release. Filmen var den fjärde mest inkomstbringande filmen på biograferna i USA under 1995, direkt efter Toy Story som var trea. Även om filmen sågs som en kommersiell besvikelse, jämfört med Lejonkungen som släpptes ett år innan, påpekade Michael Eisner vid Walt Disney Companys bolagsstämma på Waldorf Astoria Hotel i januari 1996 att Pocahontas hade jämförbara intäkter med Skönheten och Odjuret såväl i USA som i Europa samt mycket framgångsrik försäljning av merchandise.
Filmen vann på Oscarsgalan 1996 två statyetter: först för ledmotivet "Colors of the Wind", som sjungs av Vanessa Williams under filmens eftertext, för bästa sång och sedan för bästa originalmusik komponerad av Alan Menken.
Filmen har en uppföljare, Pocahontas 2: Resan till en annan värld, som släpptes 1998 direkt till video.

### Sånger i urval
- "The Virginia Company" (Virginia Company)
- "Steady as the Beating Drum" (Lika lugnt som trummans slag)
- "Just Around the Riverbend" (Floden har sin egen väg)
- "Listen With Your Heart" (Hör med hjärtat)
- "Mine, mine, mine" (Gräv, Gräv, Gräv)
- "Colors of the Wind" (Färger i en vind)
- "Savages" (Vildar)
- "If I Never Knew You"

### Fotnoter
1. 1 2 3 4 5 6 7 8 9  ”Pocahontas (film)” (på engelska) (Disney from A to Z). d23.com. The Walt Disney Company. https://d23.com/a-to-z/pocahontas-film/. Läst 30 juli 2022.
2. 1 2  ”Pocahontas II: Journey to a New World (film)” (på engelska) (Disney from A to Z). d23.com. The Walt Disney Company. https://d23.com/a-to-z/pocahontas-ii-journey-to-a-new-world-film/. Läst 30 juli 2022.
3. 1 2 3 4 5 6 7 8 9 10 11 12 13 14 15  ”Pocahontas”. Svensk Filmdatabas. Svenska Filminstitutet. https://www.svenskfilmdatabas.se/sv/item/?type=film&itemid=21918#cast. Läst 30 juli 2022.
4. ↑  Carrie Rickey (11 juni 1995). ”Disney Takes Over N.y. Park For Premiere Of 'Pocahontas' To Many, The Four-screen Event Was Woodstock For The Family” (på engelska). Philly. Arkiverad från originalet den 25 juli 2014. https://archive.is/20140725183552/http://articles.philly.com/1995-06-11/news/25692966_1_disney-standards-pocahontas-central-park-conservancy. Läst 19 augusti 2016.
5. ↑  ”Domestic Box Office For 1995” (på engelska). www.boxofficemojo.com. https://www.boxofficemojo.com/year/1995/?ref_=bo_yl_table_28. Läst 30 juli 2022.
6. ↑  Eisner, Michael (4 januari 1996). ”DISNEY EXECUTIVES REMARKS AT SHAREHOLDER MEETING” (på engelska). www.thefreelibrary.com. Internet Archive. Arkiverad från originalet den 10 november 2017. https://web.archive.org/web/20171110114815/https://www.thefreelibrary.com/DISNEY+EXECUTIVES+REMARKS+AT+SHAREHOLDER+MEETING-a017978520. Läst 30 juli 2022.  ”The rate at which some of our newest businesses keep growing is exciting, but some of the most phenomenal work being done at Disney happens to be in our oldest business: animation. Because of the gigantic success of The Lion King in 1994, Pocahontas was launched in the shadow of its predecessor and has generally been perceived as a somewhat lesser accomplishment. Wrong.
The fact is that Pocahontas is well on its way to being one of our most successful films of all time. It equalled Beauty and the Beast's box office numbers domestically, and now it has taken Europe by storm and is playing well in every country in which it is being shown. Sales of Pocahontas merchandise have been phenomenal.
We have passed $300 million and are moving swiftly towards $400 million in gross box office receipts worldwide.”
7. ↑  ”The 68th Academy Awards” (på engelska). www.oscars.org. Academy of Motion Picture Arts and Sciences. 1996. https://www.oscars.org/oscars/ceremonies/1996. Läst 30 juli 2022.